# キャデラック・アランテ
キャデラック・アランテ（Cadillac Allanté ）とは、アメリカ合衆国のゼネラルモーターズが展開している高級車ブランドキャデラックで1986年から1993年にかけて販売された、Dセグメントに属するラグジュアリーコンバーチブルである。

## 概要
当時アメリカ国内で人気を博していたメルセデス・ベンツ・SLクラスなどの、ラグジュアリーコンバーチブルモデルの市場を狙い開発され、1986年から発売された。車両型式はE-AV14K。なお、デビュー当初の本国での価格は5万4700ドルと、当時のフラグシップモデルであった「デ・ビル」の2倍以上という極めて高価な価格設定がなされていた。

### 生産体制
エクステリアデザインは、イタリアを代表するカロッツェリアであるピニンファリーナが手がけ、生産の大部分も同社によって実施された。アランテの特筆すべき点は生産体制にあり、アメリカ合衆国のゼネラルモーターズ社の工場内で製造されたプラットフォームを、イタリアのピニンファリーナ社の工場へアランテ運搬用に特別に仕立てられたアリタリア航空のボーイング747-200F貨物機で空輸した後、同社の工場内でエクステリア並びにインテリアの組み付けが実施され、その後同車が販売される世界各国（そのほとんどはアメリカであった）へと輸出されるという非常に手間のかかる生産体制がとられていた。そのため、同車がデビューした当初は「アメリカとイタリアへの往復便を使う」ということが大々的に宣伝され、その過程は「世界一長い自動車製造ライン」と称された。

### ラインナップ
終始モノグレードのみが展開されていたアランテではあったが、1989年にコンバーチブルに加えてハードトップを装備したモデルが追加された。また、生産された年度により搭載されるエンジンの各種スペックの詳細が異なっている。
| 生産年度      | 排気量  | 最高出力       | 最大トルク       | 新車価格   |
| ------------- | ------- | -------------- | ---------------- | ---------- |
| 1986年-1988年 | 4,080cc | 135PS/4,400rpm | 27.6kgm/4,400rpm | 日本未導入 |
| 1989年-1992年 | 4,467cc | 200PS/4,300rpm | 37.3kgm/3,200rpm | 1180.0万円 |
| 1993年        | 4,572cc | 295PS/6,000rpm | 41.1kgm/4,400rpm | 1215.0万円 |